# Otto von Loë
Otto von Loë vollständiger Name: Freiherr Franz Ludwig Otto von Loë  (* 8. März 1835 in Allner; † 13. Februar 1892 in Paris) war Jurist und Reichstagsabgeordneter.

## Leben
Otto entstammte dem alten, katholischen, reichsfreiherrlichen, westfälischen Adelsgeschlecht derer von Loë. Sein Vater war Maximilian von Loë (1801–1850), preußischer Kammerherr und Landrat des Siegkreises, seine Mutter Helene, geborene Gräfin von Hatzfeldt-Schönstein (1801–1838). Otto von Loë war der Bruder des Generalfeldmarschalls Walter von Loë. Er war seit 1854 Mitglied des Corps Borussia Bonn.
Nach dem Besuch des Gymnasiums in Düsseldorf studierte Loe Rechtswissenschaft an der Universität in Bonn. Anschließend war er Referendar in Berlin und bei der Bezirksregierung in Breslau. Nach Beendigung seiner Referendarzeit war er an den Botschaften in Paris und bis 1868 in London tätig. Er war Ehrenritter des Malteserordens.

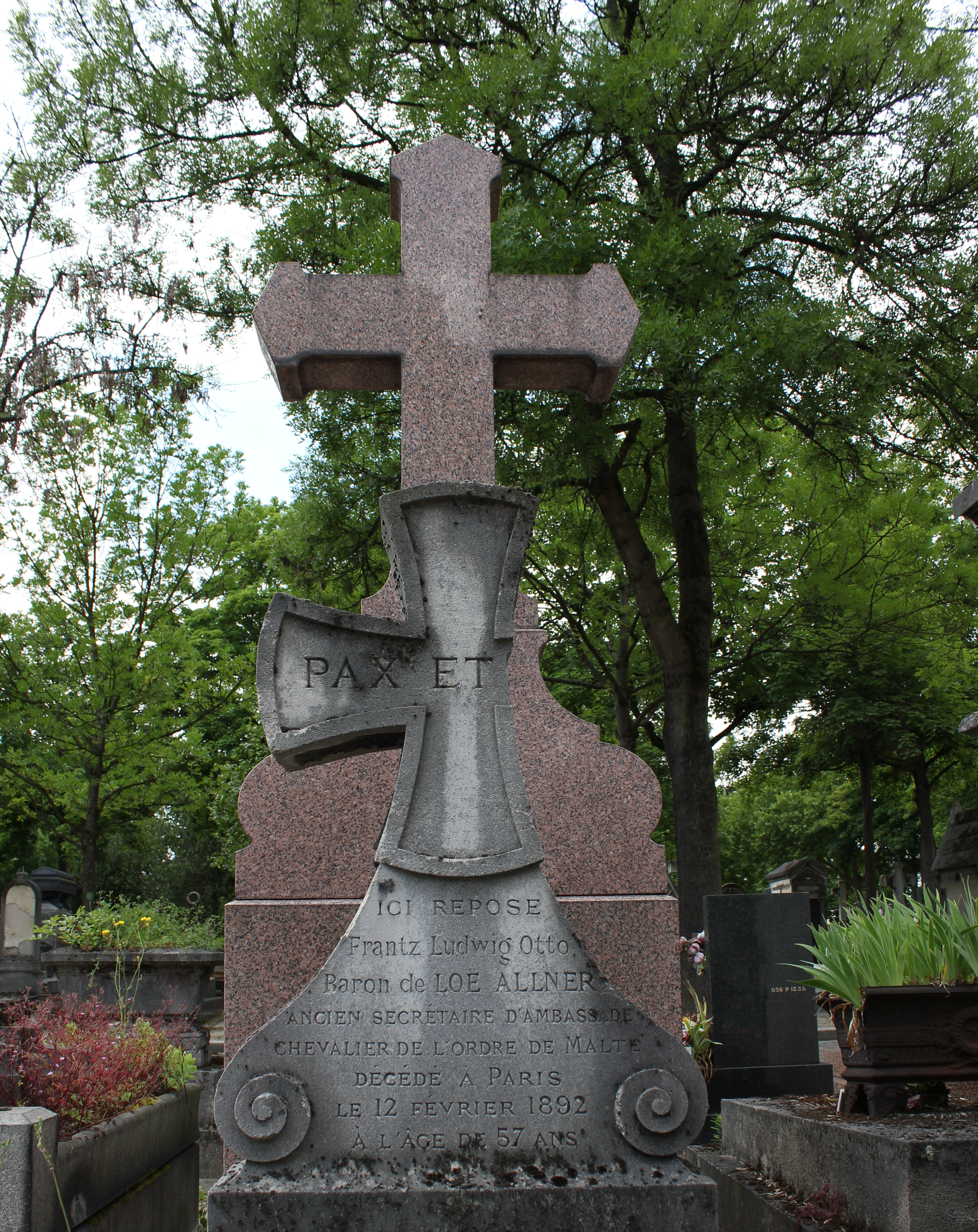
Grabmal (Cimetière du Père-Lachaise)

Von 1871 bis 1874 war er Mitglied des Deutschen Reichstags für das Zentrum und vertrat als Abgeordneter den Wahlkreis Regierungsbezirk Düsseldorf 7 (Moers-Rees).